# 鯨神のティアスティラ
『鯨神のティアスティラ』（くじらがみのティアスティラ）は、Whirlpoolより2015年2月27日に発売されたパソコン用アダルト美少女ゲーム。
2016年7月28日にGN Software (PIACCI) よりPlayStation Vita版が発売された。

## 概要
Whirlpool第12作目のパソコン用アダルト美少女ゲームソフトである。攻略対象キャラクターは4人。各4つのエンディングの他に、1つのトゥルーエンドが存在する。なお、トゥルーエンドは攻略キャラクターを全員攻略の後に、タイトル画面上にボタンが出現し、選択可能になる。

## 世界観
物語の舞台は、エネルギー水産業により発展を遂げた天洲アイランドである。この島には、ガソリンの代用や電化製品の電力源など、様々なエネルギー源になる性質を持つ水、エネルギー水が流れており水路を用いて供給されている。本土とは一つのみある港から船舶を用いて行き来する。島には主人公が通うことになる天洲学園がある。この学園は、エネルギー水の研究が盛んであり、学生が暮らす天洲学園寮には、エネルギー水を用いた設備が多く導入されている。

## あらすじ
ある日、主人公の成海悠真は、トランクに詰められて島の海岸に流される。そこで出会った少女の天川湊月に連れられ、島の中心街へやってきたが、そこで誤って水路へ転落してしまう。流された先で、自らを「鯨神」という一人の少女と出会う。彼女は「願いを叶える力」を失ったため、それを取り戻すべく、主人公に自身の御使いとなってほしいと頼み込む。
共通ルート
物語の最初、妹の真莉音によりトランクに詰められ島へ持ち込まれた主人公は、持ち物検査に引っ掛かり、トランクごと海へ落下する。島の海岸へ流れ着き、そこで湊月と出会う。島の中心街へと案内されやってくるが、トランクに入っていた妹の下着がポケットから出てしまい、動転し街を流れる水路へ落下する。やがて山奥にある古びた祠の前に流れ着き、一人の少女と出会う。彼女は主人公が「水に導かれやってきた」といい、自らを「鯨神」だという。名前を尋ねるとリルーホエールと名乗り、一緒に中心街へ戻ると、そこで湊月と再会する。宿の無い主人公は、妹や湊月が通う学園の寮に泊めてもらえることになる。鯨神の力の復活のため、島に残り学園に転入することになった主人公のもとに、主人公の幼馴染であり、隣の家に住む上遠野恵那が寮へやってくる。主人公らが心配な彼女も学園に転入することになり、彼ら4人はリルの力の復活を目的とし、天洲楽鯨団という同好会を結成し、鯨神の復活のため奔走していく。
湊月ルート
リルの力を取り戻すため、悠真と湊月は、桜子の協力を得て、文献の調査を開始する。調べるうちに、鯨神を祀る祭りが、100年ものあいだ行われていないことが判明し、祭りの復活のため、山奥の祠の修復を始める。修復が終わった頃、リルが祠を見にやってきたが、リルはその祠を無骨だと言い、もっと可愛い祠を建てろと言うが、伝統を重んじる考えの湊月と対立してしまう。そこで悠真は、リルの好物のサバ缶を使って、伝統の大切さを説明し、リルと湊月の和解に成功する。更に自治体の協力も得て、祭りの開催が決定する。祭りの開催にあたり、巫女役は湊月が務める予定であったが、リルに拒否されてしまう。リルは、真面目な性格の湊月が、巫女の役目に縛り付けられることを恐れて、彼女を巫女役に選ばなかったのである。湊月が、悠真とともにいることが出来なくなるのならば、巫女を辞めると宣言したことで、リルに巫女に選ばれる事になった。祭り当日、舞は成功し、リルの力は取り戻された。
真莉音ルート
真莉音は、惚れ薬を作るため、エネルギー水の研究をしており、その過程で初のエネルギー水の凝縮実験に成功する。特許を取るように桃梨に諭されるも、本人は企業に研究を売り渡そうとしていた。企業の人間が多数訪れる中、エネルギー水の小瓶が盗まれる事件が発生する。監視カメラの映像を見た悠真は、犯人が高松であると確信する。彼は、真莉音の父親の研究室にいたことがあり、企業に研究を売り渡さないよう小瓶を盗んで警告したのであった。悠磨は彼と会い、後日校舎の屋上に来てほしいと頼む。翌日、真莉音は高松と企業の人間を前に、研究を売り渡さず、研究内容を公開すると宣言する。その後、高松に小瓶を返してもらい、和解する。鯨神の祭りの日に、二人は結婚式を挙げ、皆の祝福の中、幸せを誓うのであった。
恵那ルート
恵那は、真莉音の行っていたエネルギー水の実験を補佐していた。実験の成功により、彼女らは、テレビ局から取材を受ける。しかし、テレビを見た両親から、帰るように言われ、両親と喧嘩になってしまう。このとき、悠真は恵那に告白するも、それが本意ではないと思った恵那に断られてしまう。この影響で、二人の関係は悪化するが、真莉音の仲介により、二人は仲を取り戻し、晴れて恋人となる。そんなある日、二人は街で便利屋をしているリルを見つける、二人はリルを手伝うことにするが、彼らは、エネルギー水の力の弱まりを改善してほしいという願いを受ける。そのため、彼らは湖に調査に出かけるが、そのほとりで土砂崩れが発生する。さらに、土砂崩れの内部から洞窟が出現し、調査に来た悠真と恵那は足を踏み外し洞窟へ落下してしまう。願い水の効果で命は助かるが、悠真は願い水を使い切ってしまう。閉じ込められ、脱出できなくなった二人は、願い水に願い、その小瓶を振ったところ、内部に残った願い水がこぼれ、土砂崩れによって、行方が分からなくなっていたリルの宝玉が出現し、リルが仲間を呼んできたため、無事脱出に成功する。その後、エネルギー水の問題は解決し、リルに御使いを解かれた悠真は、恵那と共に自宅に帰って行った。
リルルート
鯨神の事を知るため、書物を調べ始めた悠真。そのことを知ったリルは、悠真を自分の事で縛りつけるのを嫌い、御使いの役目から解放する。ある日、リルの前に壁が現れ、翌日、リルの行方が分からなくなる。リルを探しに行った悠真は、祠でリルを発見し、そこで、壁の範囲が徐々に狭まっていることを知る。リルは皆に迷惑をかけることを嫌い、祠に留まろうとするが、悠真は拒否し、リルに告白したことで、恋人となる。しかし、リルは衰弱し続け、鯨神の資料を調べ、リルを救おうとする悠真は、資料の中から、巫女の舞という儀式を見つけ出し、島で行われる祭りの日にそれを実行する。当日、儀式は成功し、リルの衰弱は止まるものの、壁が消滅することは無かった。
トゥルールート
このトゥルールートにおいて、鯨神の正体が明かされる。
力が弱まり祠の周辺から出られなくなってしまったリル。エネルギー水の純度低下の問題について調べ始めた主人公らであったが、既存の資料を調べ尽くしてしまう。そんな中、正義が家の倉より先祖が書いた日記を発見する。それを読み、巫女の舞とは、本来、鯨神自身が行うものであったことが判明する。そんな中、祠の近くで土砂崩れが発生し、現場を調べていた主人公たちは、地底湖を発見する。二日後、地底湖の祭壇で、リルが清めの舞を踊ることになる。舞は成功し、島の水は清められたが、水を清めるという役目を終えたリルは消滅しようとしていた。悠真はリルを消さないよう、効果がないと知りつつ願い水に願うが、そのとき悠真の体内に宿していた先代の鯨神の願い水が作用し、リルの消滅は免れ、先代の記憶を受け継ぐことになった。

## 登場人物

### メインキャラクター
成海 悠真（なるみ ゆうま）
本作の主人公。天洲学園2年生。妹の真莉音に拉致され島に流れ着く。元々は本土の学園に通っていたが、御使いになったことが原因で島から出られなくなり、天洲学園に転入してくる。実は、天洲アイランドの生まれであり、幼いころに父ととも先代の鯨神のもとに訪れた際、彼の父親に渡された願い水を飲んでしまい、先代の力を宿すことになった。
天川 湊月（てんかわ みつき）
声 - くすはらゆい
天洲学園2年生、主人公のクラスメート。まじめな性格で人付き合いも良い。彼女の家は代々鯨神に仕える家系であるため、その役に対し高いプライドを持っているため、島にやって来たばかりで御使いに選ばれた悠真に対し不満を抱いている。
成海 真莉音（なるみ まりね）
声 - 桃井いちご
天洲学園1年生、主人公の義妹でいわゆるボクっ子。兄を好きなあまり周囲に目が行かず、常に兄基準で行動してしまう。兄をトランクに詰め島に拉致した。ねがい水の伝承を信じ、学園に入学しエネルギー水の研究を行っており、学園から研究室を貰っている。
上遠野 恵那（かみとおの えな）
声 - 遠野そよぎ
天洲学園3年生。主人公の幼馴染。本土では悠真の家で暮らしていた。悠真を追って学園に転入してくる。穏やかな性格で、面倒見がよく、頼れる存在。学業優秀であり、国内統一模試の上位者に名前が何度もが上がるほど。真莉音とは恋のライバルとして何度もぶつかり合っている。
リル＝ホエール
声 - 秋野花
島の鯨神。無邪気で子供っぽい言動から自らを鯨神と名乗るも信じてもらえない。正体は先代の鯨神が自身の代わりとして作った存在。好物は、主人公とコンビニに行ったときに買ってもらったサバ缶である。主人公とともに学園に転入することになる。神であるため、世の理をよく理解しており、物理と数学において特に成績優秀である。

### サブキャラクター
仙堂 桜子（せんどう さくらこ）
声 - ヒマリ
主人公のクラスメートである。湊月とは幼馴染であり、共に行動することが多い。読書が好きで、よく図書館で本を読んでいる。
西園寺 桃梨（さいおんじ ももり）
声 - 御苑生メイ
主人公のクラスの担任教師。マイペースな性格で、学生からは「ももりん」と呼ばれている。島の名家の家柄であり、彼女の家は学園に多額の出資を行っている。幼いころ先代の鯨神に会ったことがあり、リルと出会ったとき真っ先に鯨神であると信じた人物。主人公の本籍が天洲アイランドであることも知っていた。
鍵谷 正義（かぎたに せいぎ）
声 - 涼川ヒロ
主人公のクラスメートである。転入後の悠真に、男子学生のうちで最初に話しかけ、主人公と意気投合し親友となった。成績は良くないほうであるが、遊ぶことに関して大変好みである。

## 舞台・用語
天洲アイランド（あまのしまアイランド）
別名願いがかなう島。エネルギー水産業により発展し、観光も盛んである。本土とは一つしかない港より、船で行き来する。エネルギー水を研究する学園があり、島の各所に水路が張り巡らされ、エネルギー水を供給している。
天洲学園（あまのしまがくえん）
主人公たちの通う学園。一般教育に加え、エネルギー水の研究が盛んである。現在の学園は、元々エネルギー水の研究所があった場所に建てられている。
エネルギー水（エネルギーすい）
正式名称「Limited area All-around Water」（略称：L3AW）。通称エネルギー水。天洲アイランドでのみ使用でき、島外に持ち出した場合、効果が弱まり使用できない。用途豊富で、ガソリンの代用としたり、畑にまき植物の成長の促進、また、エネルギー水をカートリッジに詰め、家電製品の動力源としても使用される。しかしながら、普通の水としても使える性質も持っている。水源は、先代の鯨神が暮らしていた地底湖である。湖にある祭壇で御使いによる清めの舞が行われ、水を清める必要があるが、長い間行われていなかったため、純度が低下していた。
鯨神（くじらがみ）
元は、島に来た鯨の化け物(化け鯨）であったが、島民と暮らしたいと思い、人の姿を得る。その際、本体は宝玉として、地底湖の祭壇に封印された。願い水により願いを叶える能力を持つ。本来清めの舞は鯨神が行うものであったが、人間に伝えられ巫女の舞となり、天川家が代々巫女の役割を継いでいた。100年ほど前に地底湖に長い間隠れ住んでいたが、島の調査に訪れた真莉音の父親らによって発見される。その後、寿命を迎え亡くなるが、自身の代わりとして作ったリルに役割が受け継がれることになった。
願い水（ねがいみず）
「何でも願いがかなう水」といわれる。水に願うと、その願いが叶うという。しかし、扱うことが出来るのは、鯨神とその御使いだけであり、鯨神自身の願いは叶えることができない。また、鯨神の能力が不完全な状態であると、叶えられる願いの規模や内容に制約がかかる。

## スタッフ
- 原画 - 水鏡まみず
- SD原画 - れとまクロ
- シナリオ - 志村那由多/籐太/和泉万夜
- 音楽 - 水無月くるみ

## 主題歌
オープニングテーマ「ネガイミズ」
歌 - NANA / 作詞・作曲・編曲 - 水無月くるみ
エンディングテーマ「神様いつかこの想い」
作詞・作曲・歌 - 薬師るり / 編曲 - 根本克則
トゥルーエンディングテーマ「瑠璃色」
作詞・作曲・歌 - 薬師るり / 編曲 - 根本克則

## 関連商品
予約特典オリジナルサウンドトラック
| #         | タイトル                             | 作詞      | 作曲         | 時間 |
| --------- | ------------------------------------ | --------- | ------------ | ---- |
| 1.        | 「ネガイミズ」(歌：NANA)             |           | 水無月くるみ | 4:22 |
| 2.        | 「神様いつかこの想い」(歌：薬師るり) |           | 薬師るり     | 3:22 |
| 3.        | 「瑠璃色」(歌：薬師るり)             |           | 薬師るり     | 4:22 |
| 4.        | 「空の青、水の音」                   |           | 水無月くるみ | 1:54 |
| 5.        | 「LOVEパワー全快!」                  |           | 水無月くるみ | 1:06 |
| 6.        | 「いつも、ずっと近くで」             |           | 水無月くるみ | 2:04 |
| 7.        | 「神様なのだぞ?」                    |           | 水無月くるみ | 1:35 |
| 8.        | 「今日も今日とて」                   |           | 水無月くるみ | 1:18 |
| 9.        | 「放課後スタイル」                   |           | 水無月くるみ | 1:34 |
| 10.       | 「落ち着ける場所」                   |           | 水無月くるみ | 1:42 |
| 11.       | 「おっとり&マイペース」              |           | 水無月くるみ | 1:51 |
| 12.       | 「ようこそ水の都へ」                 |           | 水無月くるみ | 1:32 |
| 13.       | 「暴風域急速接近中」                 |           | 水無月くるみ | 1:56 |
| 14.       | 「どうなってんの?」                  |           | 水無月くるみ | 1:20 |
| 15.       | 「FASTER!」                          |           | 水無月くるみ | 1:34 |
| 16.       | 「まだ空は灰色」                     |           | 水無月くるみ | 1:36 |
| 17.       | 「ハイエンドピンチ」                 |           | 水無月くるみ | 1:39 |
| 18.       | 「出口のない迷路」                   |           | 水無月くるみ | 1:58 |
| 19.       | 「雨しぶき」                         |           | 水無月くるみ | 1:29 |
| 20.       | 「君のそばで・・・」                 |           | 水無月くるみ | 2:04 |
| 21.       | 「この想いを永遠に」                 |           | 水無月くるみ | 1:27 |
| 22.       | 「溶け合う心」                       |           | 水無月くるみ | 2:22 |
| 23.       | 「もっと深く熱く」                   |           | 水無月くるみ | 1:42 |
| 24.       | 「夕暮れに思う」                     |           | 水無月くるみ | 1:58 |
| 25.       | 「フラグメンツ」                     |           | 水無月くるみ | 3:41 |
| 26.       | 「導きの光」                         |           | 水無月くるみ | 1:52 |
| 27.       | 「水に願いを」                       |           | 水無月くるみ | 2:16 |
| 28.       | 「今はじまる物語」                   |           | 水無月くるみ | 3:17 |
| 合計時間: | 合計時間:                            | 合計時間: | 58:53        |      |
薬師るり 7thアルバム『JUMP』
「神様いつかこの想い」と「瑠璃色」を収録。
Whirlpool ボーカルソング集 Vol.4 Merge
主題歌3曲を収録。

## 批評
『BugBug』2015年4月号に本作のレビューが掲載された。レビューでは、本作はWhirlpoolの3作目である『MagusTale』にどことなく近い雰囲気を持つと指摘され、王道にこだわった世界観とストーリーであると述べられた。本作ではトゥルーエンドがある構成が採用されており、この構成はWhirlpoolとしては久しぶりであると指摘され、単なるエピローグに留まらず4人のヒロインそれぞれに見せ場がある最上級のエピローグであると評された。
キャラクター造形に関しては、美少女ゲームの多くで幼なじみ・ツンデレ・後輩などの分かりやすいキャラクター像が描かれるのに対し、本作ではそのようにシンプルではなく一歩間違えれば醜くもなる人間臭さや女の子の複雑さが描かれていると述べられた。例として優等生で人気者の湊月が鯨神の御使いに選ばれた悠真に対し嫉妬心を抱く場面が挙げられた。鯨神のリルに対しては、シナリオを含め総合的にリルの可愛さは神クラスであると述べられた。真莉音に対しては、いくつもの魅惑要素を持つ美少女からストレートな求愛行動をされて悪い気がしないと述べられた。
総評として世界観・ストーリー・キャラクターのバランスが絶妙であり円熟の域に達している、細部まで丁寧に作りこんでいて安心してプレイできる作品であると評された。